# Panulisan Barat
Panulisan Barat is een bestuurslaag in het regentschap Cilacap van de provincie Midden-Java, Indonesië. Panulisan Barat telt 4402 inwoners (volkstelling 2010).